# Cliusclat
Cliousclat és un municipi francès situat al departament de la Droma i a la regió d'Alvèrnia-Roine-Alps. L'any 2007 tenia 621 habitants.

## Demografia

### Població
El 2007 la població de fet de Cliousclat era de 621 persones. Hi havia 241 famílies de les quals 60 eren unipersonals (40 homes vivint sols i 20 dones vivint soles), 68 parelles sense fills, 93 parelles amb fills i 20 famílies monoparentals amb fills.
La població ha evolucionat segons el següent gràfic:
Habitants censats

### Habitatges
El 2007 hi havia 309 habitatges, 250 eren l'habitatge principal de la família, 35 eren segones residències i 24 estaven desocupats. 259 eren cases i 45 eren apartaments. Dels 250 habitatges principals, 182 estaven ocupats pels seus propietaris, 56 estaven llogats i ocupats pels llogaters i 11 estaven cedits a títol gratuït; 4 tenien una cambra, 16 en tenien dues, 28 en tenien tres, 60 en tenien quatre i 141 en tenien cinc o més. 194 habitatges disposaven pel capbaix d'una plaça de pàrquing. A 113 habitatges hi havia un automòbil i a 122 n'hi havia dos o més.

### Piràmide de població
La piràmide de població per edats i sexe el 2009 era:
| Homes | Edats   | Dones |
| ----- | ------- | ----- |
| 0     | 95 o +  | 0     |
| 0     | 90 a 94 | 8     |
| 4     | 85 a 89 | 4     |
| 0     | 80 a 84 | 0     |
| 8     | 75 a 79 | 0     |
| 4     | 70 a 74 | 16    |
| 8     | 65 a 69 | 0     |
| 20    | 60 a 64 | 12    |
| 16    | 55 a 59 | 32    |
| 28    | 50 a 54 | 20    |
| 16    | 45 a 49 | 16    |
| 32    | 40 a 44 | 28    |
| 20    | 35 a 39 | 20    |
| 28    | 30 a 34 | 12    |
| 24    | 25 a 29 | 48    |
| 20    | 20 a 24 | 8     |
| 32    | 15 a 19 | 32    |
| 24    | 10 a 14 | 20    |
| 20    | 5 a 9   | 24    |
| 12    | 0 a 4   | 16    |

## Economia
El 2007 la població en edat de treballar era de 420 persones, 305 eren actives i 115 eren inactives. De les 305 persones actives 267 estaven ocupades (147 homes i 120 dones) i 38 estaven aturades (15 homes i 23 dones). De les 115 persones inactives 39 estaven jubilades, 40 estaven estudiant i 36 estaven classificades com a «altres inactius».

### Ingressos
El 2009 a Cliousclat hi havia 255 unitats fiscals que integraven 647 persones, la mediana anual d'ingressos fiscals per persona era de 18.528 €.

### Activitats econòmiques
Dels 32 establiments que hi havia el 2007, 3 eren d'empreses de fabricació d'altres productes industrials, 5 d'empreses de construcció, 12 d'empreses de comerç i reparació d'automòbils, 2 d'empreses de transport, 4 d'empreses d'hostatgeria i restauració, 1 d'una empresa financera, 2 d'empreses immobiliàries, 1 d'una empresa de serveis, 1 d'una entitat de l'administració pública i 1 d'una empresa classificada com a «altres activitats de serveis».
Dels 10 establiments de servei als particulars que hi havia el 2009, 2 eren tallers de reparació d'automòbils i de material agrícola, 1 guixaire pintor, 1 fusteria, 1 electricista, 1 empresa de construcció, 3 restaurants i 1 agència immobiliària.
L'únic establiment comercial que hi havia el 2009 era una botiga de material esportiu.
L'any 2000 a Cliousclat hi havia 22 explotacions agrícoles que ocupaven un total de 320 hectàrees.

## Equipaments sanitaris i escolars
El 2009 hi havia una escola elemental integrada dins d'un grup escolar amb les comunes properes formant una escola dispersa.

## Poblacions més properes
El següent diagrama mostra les poblacions més properes.